# Suderwich
Suderwich ist ein Stadtteil der Stadt Recklinghausen in Nordrhein-Westfalen.

## Lage und Gliederung
Suderwich liegt im äußersten (Süd-)Osten Recklinghausens und hat eine lange Grenze mit Castrop-Rauxel (Pöppinghausen, Habinghorst und Henrichenburg) im Süden und Osten und eine kurze mit Datteln-Horneburg im östlichen Norden. Etwa die Hälfte der Stadtteilgrenze ist gleichzeitig Stadtgrenze. Nach Norden grenzt der Stadtteil Essel, nach Nordwesten punktuell die Lohwegsiedlung des Ostviertels, im nördlichen Westen Berghausen und im südlichen Westen Röllinghausen an. Das Loh im Nordwesten, in dessen Nähe Suderwich gleichzeitig an Essel, Lohwegsiedlung und Berghausen stößt, war früher eine Allmende der angrenzenden Bauerschaften der ehemaligen Landgemeinde Recklinghausen inklusive Röllinghausens, dessen alter Wohnplatz im heutigen Stadtteil Berghausen unmittelbar westlich Suderwichs liegt. Die Lohwegsiedlung wurde auf dem früher erheblich größeren Gebiet des Loh errichtet.
Die Bundesautobahn 2 trennt einen nahezu unbewohnten, etwa 3,54 km² großen Südteil mit der Brandheide ab. Im bewohnten Norden trennt wiederum die Eisenbahntrasse einen 1,62 km² großen Südteil ab. Der verbleibende, etwa 4,94 km² große Nordteil enthält nicht nur das Kerndorf Alt Surk im Zentrum, sondern auch das ehemalige Zechengelände der Schächte 4/5 der Zeche König Ludwig nebst „Alter Kolonie“ im Südwesten, das Gelände der Schächte 7/8 und die „Neue Kolonie“ im Osten, das 46 ha (0,46 km²) große NSG Becklemer Busch im äußersten Osten sowie landwirtschaftlich genutzte Felder im Norden, die sich an die von Berghausen östlich und an die von Essel und Horneburg südlich anschließen.

## Geschichte

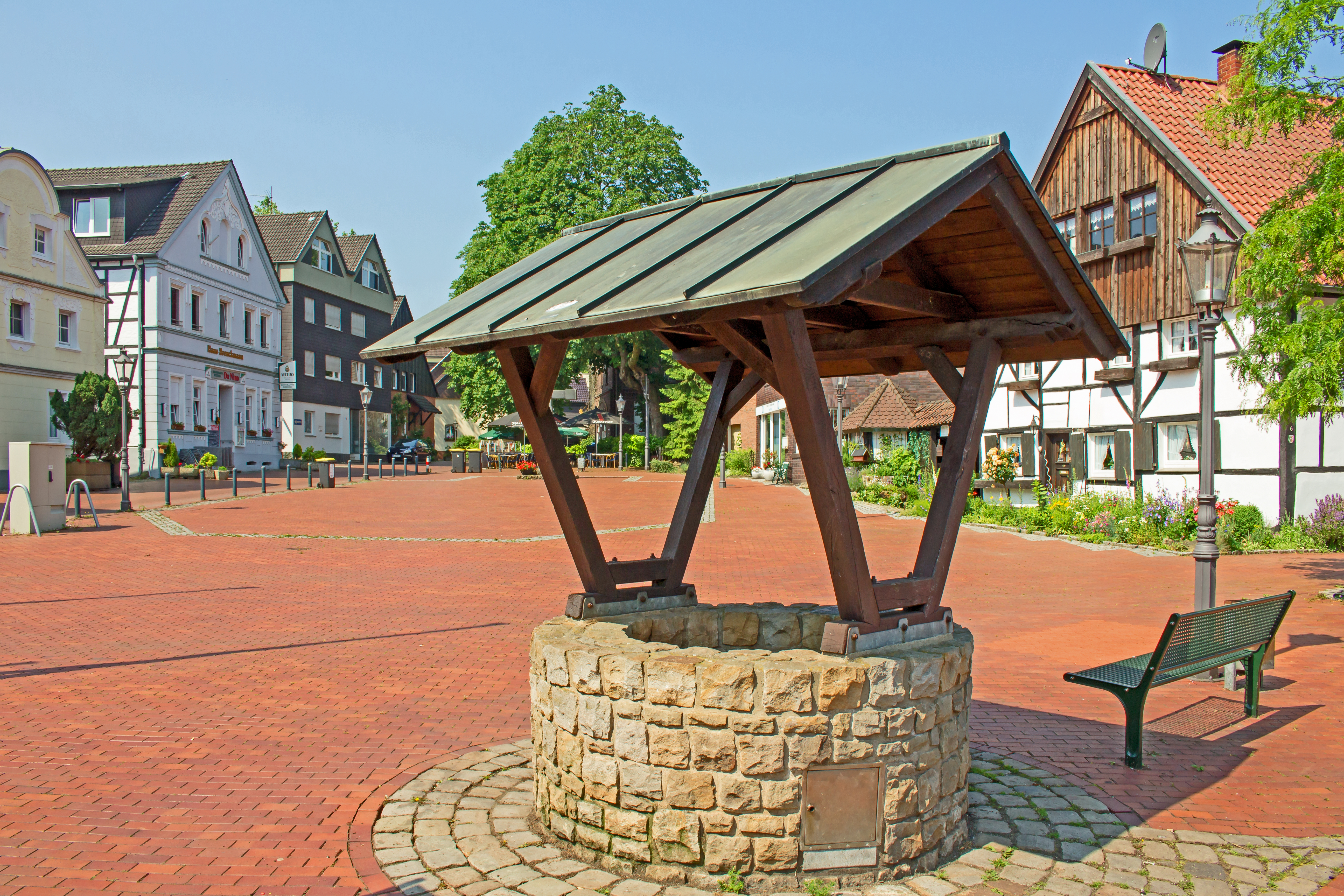
Der Alte Kirchplatz: früher Ortsmittelpunkt

Etwa um die Mitte des zweiten Jahrhunderts n. Chr. kamen Germanen, vielleicht zuerst die Sugambrer, in den Suderwicher Raum.
Um 1066 tauchte in der Hebeliste des Essen-Werdener Klosters erstmals der Name Suderwick auf. Das bedeutete wohl Süddorf. Die Höfe waren bereits lehnspflichtig geworden. Das gilt auch für die drei Schultenhöfe Önting, Dobbeling und Pepping. Suderwich gehörte zum Vest Recklinghausen, das dem Kölner Erzbischof unterstand.
Für Suderwich war Recklinghausen der Sitz der Gerichtsbarkeit und Horneburg der Ort der Verwaltung. Man ernährte sich von Ackerbau und Viehzucht. Emscherbruch und Esselerloh lieferten Weideland und Holz. Ab 1457 gab es in der Suderwicher Markgenossenschaft 70 Scharenberechtigte. Ab 1765 ging man daran, die gemeinsame Nutzung aufzulösen.
Der Kölnische-Spanisch-Niederländische, der Dreißigjährige und der Siebenjährige Krieg brachte den Bauern jeweils Einquartierungen, Kontributionen, Plünderung und Brandschatzung.
In den Folgejahren wurde die wirtschaftliche Entwicklung durch häufig wechselnde Herrschaftsverhältnisse beeinträchtigt: nach der Kurkölnischen Zeit folgte das Herzogtum Arenberg, sodann für kurze Zeit das Großherzogtum Berg bis schließlich 1814 Preußen das Vest übernahm.
Ab 1860 machte sich die beginnende Industrielle Revolution im Dorf zunächst durch den florierenden Schweinehandel bemerkbar. Mit der Abteufen der Doppelschachtanlage König-Ludwig IV/V im Jahr 1900 erreichte der Bergbau den Suderwicher Raum. Damit vollzog sich ein tiefgreifender Strukturwandel vom bäuerlich geprägten Dorf zur Industrielandschaft. Der hohe Flächenbedarf des Bergbaus ermöglichte den Bauern lukrative Immobiliengeschäfte.

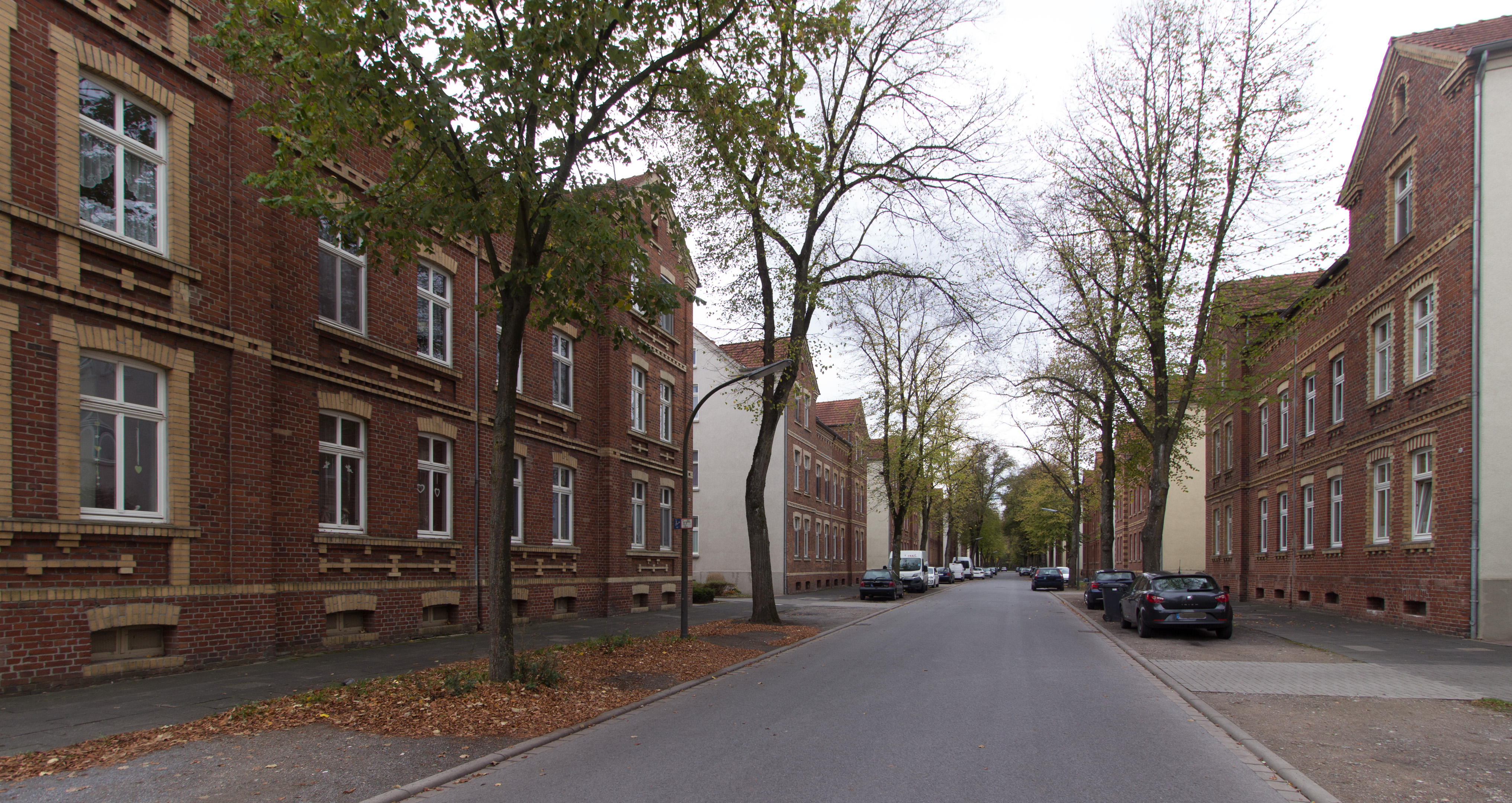
Wilhelminenstraße, Alte Kolonie

Die erste Bergarbeiterkolonie, die „Alte Kolonie“, wurde 1901 bis 1905 nach Plänen des Architekten Paul Niegisch errichtet. Sie lag unmittelbar östlich des Zechengeländes von König Ludwig 4/5 und bestand aus der Südseite der Ehlingstraße westlich der Schulstraße sowie, südlich parallel dazu, der Wilhelminenstraße und der Margaretenstraße. Es handelte sich um 53 Doppelhäuser mit 318 Wohneinheiten, gleichzeitig wurden an der Katharinenstraße erste Steigerhäuser gebaut. Es folgte, in deutlichem ostsüdöstlichen Abstand, im Jahr 1909 die „Neue Kolonie“ an Cheruskerstraße, Bruktererstraße und Sigambrerstraße, sowie, nach und nach und an unterschiedlichsten Orten im Dorf weitere Siedlungen, darunter die auf 1929 datierte, indes auf dem Messtischblatt von 1931 noch nicht verzeichnete Siedlung Im Heidekämpchen. Alte Kolonie und Heidekämpchen stehen heute unter Denkmalschutz, die gut erhaltene Neue Kolonie aus unerfindlichen Gründen nicht – siehe Liste der Baudenkmäler in Recklinghausen.
Das Verhältnis zwischen Alteingesessenen und zugezogenen Koloniebewohnern blieb aufgrund der Unterschiede in Sprache, Sitte und Konfession über Jahrzehnte spannungsreich. Aufgrund des Bevölkerungswachstums genügte die Dorfschule nicht mehr. An der Henrichenburger Straße wurde eine katholische Volksschule gebaut, die 1909 eröffnet wurde. 1919 zählte sie bereits 560 Schüler.
Im 20. Jahrhundert wurde Suderwich zum Wohnvorort von Recklinghausen. Am 12. August 1921 beschloss die Mehrheit der Gemeindevertreter, den Anschluss der Gemeinde an die Stadt Recklinghausen anzustreben. Durch das Gesetz über die Neuregelung der kommunalen Grenzen im rheinisch-westfälischen Industriebezirke vom 26. Februar 1926 wurde die Landgemeinde mit Wirkung vom 1. April 1926 in die Stadt Recklinghausen eingegliedert – gegen das Widerstreben vieler Suderwicher Bürger, das auch nach der vollzogenen Eingemeindung anhielt. Die Entfaltung des Schulwesens wurde durch die Eingemeindung begünstigt; ebenso wurde eine Großsporthalle errichtet.
1909 wurde der lokale Sportverein SG Suderwich gegründet.
Während der NS-Diktatur kam es zum „Suderwicher Schulkampf“, als sich Lehrer und Eltern dem Ansinnen der Nationalsozialisten widersetzen, die konfessionellen Schulen in „deutsche Gemeinschaftsschulen“ umzuwandeln und dort die NS-Ideologie zu lehren. Im Zweiten Weltkrieg mussten die Bergleute der Zeche König Ludwig zusätzliche „Panzerschichten“ verfahren, um mehr Kohle zu fördern, zudem wurden Kriegsgefangene und Zwangsarbeit auf der Zeche eingesetzt. Für die Zwangsarbeiter aus Polen, Italien und Russland wurde am Ickerottweg ein Lager eingerichtet. Bei einem Bombenangriff auf die Schachtanlage König Ludwig 4/5 am 1. November 1944, der die Kaue traf, starben 12 Bergleute. Am Abend des Ostersonntages (1. April) 1945 rückten US-Truppen in Suderwich ein.

## Religion
Um 1250 wurde eine dem Johannes dem Täufer geweihte Holzkapelle gebaut. Mutterkirche war St. Peter in Recklinghausen. Nachdem diese Kapelle 1441 abbrannte, errichtete man eine Kirche von Stein in romanischem Stil. Die Namen der amtierenden Geistlichen sind bis zum Jahr 1510 nachweisbar. 1683 erwarb die Pfarrei das Beerdigungsrecht und wurde damit selbständig. Im Dreißigjährigen Krieg musste der Kirchturm erneuert werden und 1820 das Kirchenschiff. Nach dem Tode des Pfarrers 1877 blieb die Pfarrstelle acht Jahre unbesetzt.
1904 wurde die neugotische St.-Johannes-Kirche mit ihren 75 Meter hohen Turm erbaut.
1907 wurde für die zugezogenen Bergleute evangelischer Konfession ein so genannter Betsaal in der Henrichenburger Straße errichtet. Walter Zillessen, der von 1934 bis 1971 Pfarrer dieser Gemeinde war, machte sich um die Erforschung der Lokalgeschichte verdient.
Für die katholischen Bergleute und ihre Familien wurde auf der Suderwicher Heide neben der Johannesschule 1929 eine Notkirche in Barackenbauweise eingerichtet. Da sie bei Gottesdiensten vollkommen überfüllt war, sollte 1938 eine neue Kirche gebaut werden. Dies verhinderten die Nationalsozialisten. Erst nach dem Zweiten Weltkrieg konnten die Kirchenbaupläne wieder aufgenommen werden. Im September 1954 wurde die katholische St.-Barbara-Kirche eingeweiht. Aufgrund von Mitgliederschwund wurde sie 2011 wieder abgerissen. Unweit der einstigen Kirche wurde als Ersatz die (kleinere) Barbarakapelle gebaut. Die freigewordenen Flächen in Suderwich-Süd werden als Bauland vermarktet.

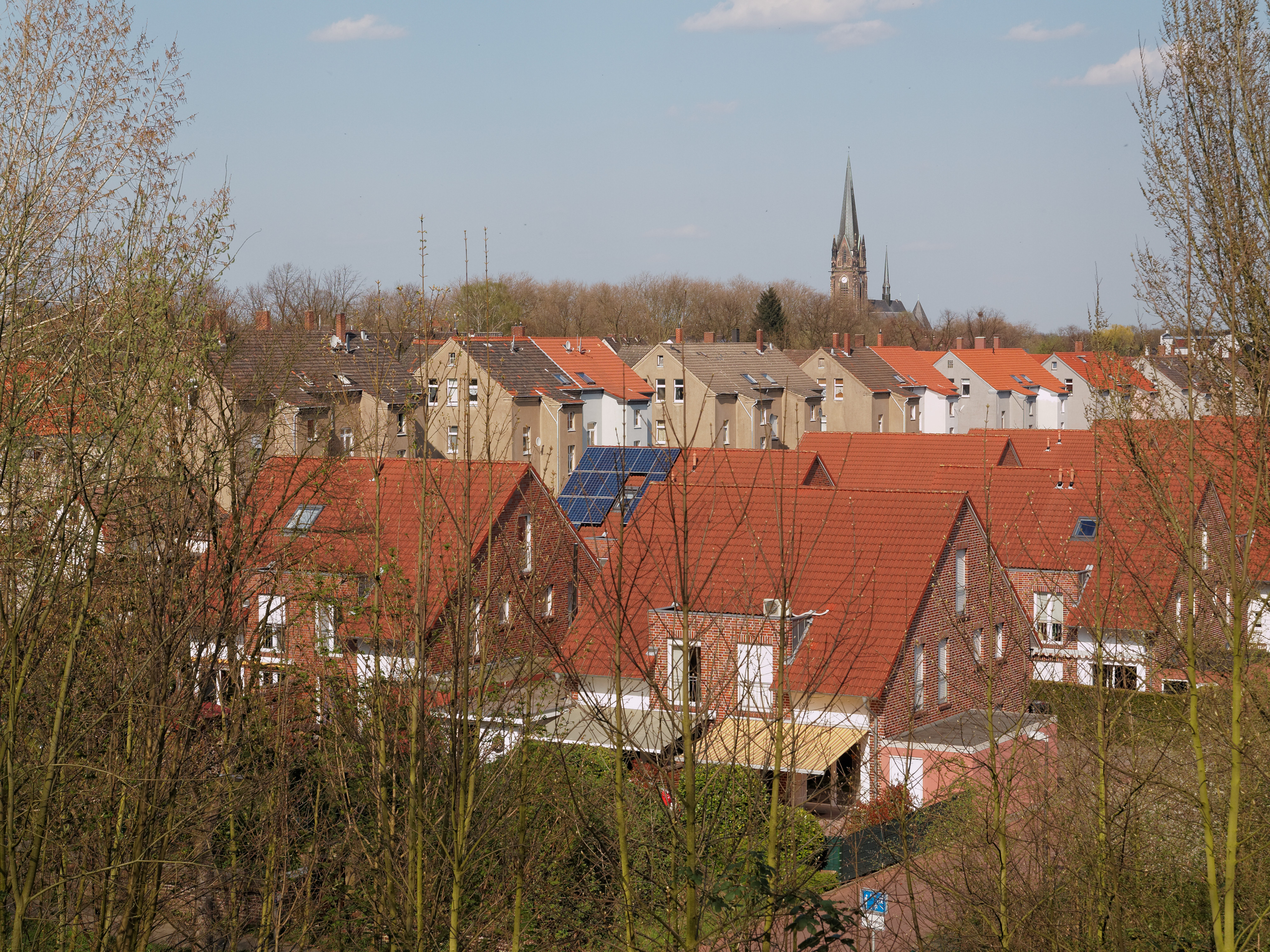
Blick von der Bergehalde Suderwicher Alm auf den Ort

## Bergbau
1898 erwarb die Gewerkschaft König Ludwig die Berechtsame der Grubenfelder im Umkreis von Suderwich. Von 1900 bis 1902 wurden die Schächte König-Ludwig 4/5 abgeteuft, 1903 wurde neben der Zeche eine Kokerei errichtet.
Im Zuge der Ruhrbesetzung durch französische und belgische Truppen wurde am 1. April 1923 auch die Schachtanlage in Suderwich besetzt und am 10. Oktober 1923 von der Mission interalliée de Contrôle des Usines et des Mines (Interalliierte Behörde zur Kontrolle der Fabriken und der Bergwerke), die die Ablieferung der Kohleförderung als Bestandteil der Reparationen nach dem Ersten Weltkrieg überwachte, beschlagnahmt. Dagegen leisteten die Bergleute passive Widerstand. Als die Besetzung am 27. Oktober 1924 endete, waren die Anlagen in einem desolaten Zustand, die Suderwicher Kokerei musste abgerissen werden. Die neue Kokerei bei Schacht 4/5 wurde 1926 fertiggestellt.
Im Zweiten Weltkrieg wurden zwei Zwangsarbeitslager eingerichtet. Der auf den Krieg folgende wirtschaftliche Aufschwung führte 1955 bei der fusionierten Bergbau AG Ewald-König Ludwig zu einer maximalen Förderleistung von 1.618.076 Tonnen bei einer Belegschaft von 7767 Mann.
Ende der 1950er Jahre zeigte sich, dass der Abbau der geologisch stark gestörten Lagerstätten von „König Ludwig“ unrentabel wurde. Kurzzeitige Hoffnung brachte die Umstellung auf Gefäßförderung um 1960. Der 76 m hohe Betonförderturm, werksintern „Sorgenbrecher“ genannt, war eine deutliche Landmarke und hatte, neben dem deutlich filigraneren Turm der Johanneskirche, die Lufthoheit in Suderwich noch vor den Schornsteinen der Zeche. Man erhoffte sich, mit Schacht 5 als Zentralförderschacht deutlich rentabler als bislang fördern zu können. Was sich allerdings als trügerische Hoffnung erwies.
1965 wurde, trotz Protestaktionen der IG Bergbau und Energie, die Stilllegung der Zeche beschlossen. Diese erfolgte am 15. Juli 1965; die Kokerei wurde noch bis 1978 durch die Ruhrkohle AG weiter betrieben. Die Tagesanlagen wurden in der Folgezeit weitestgehend abgerissen. Der „Sorgenbrecher“ wurde am 19. April 1983 gesprengt; sein baugleicher Bruder an der Zeche Ewald Fortsetzung in Erkenschwick war hingegen noch bis 1999 in Betrieb.

## Einwohnerentwicklung
Suderwich hatte um 1818 nur 652 Einwohner, um 1900 waren es 1488, aber im Jahre 1910 bereits 5.932 Einwohner; 1999 wurde der Höchststand mit rund 12.000 erreicht.

### Trivia
In der Schwalbenstraße im Südwesten von Suderwich liegt der nach Einwohnerzahlen gewichtete Mittelpunkt des Ruhrgebiets, d. h. nördlich hiervon wohnen genauso viele Menschen wie südlich hiervon, und westlich wohnen genauso viele Menschen des Ruhrgebietes wie östlich hiervon.

## Verkehr

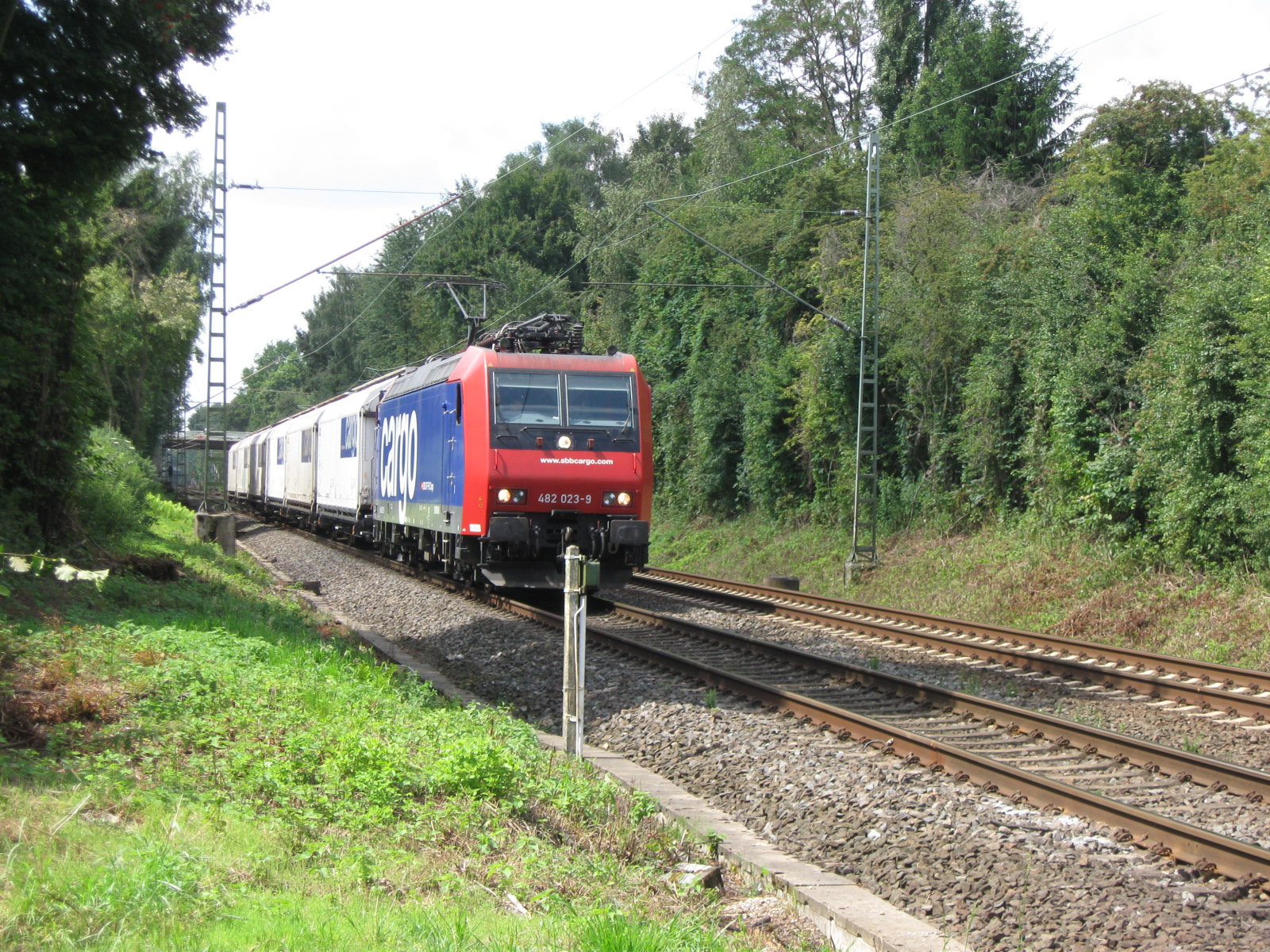
SBB-Mehrsystemlok der Baureihe 482 in Recklinghausen-Suderwich

In Suderwich befindet sich der 1983 stillgelegte Bahnhof Recklinghausen-Suderwich an der Bahnstrecke Oberhausen-Osterfeld–Hamm. Der Abriss des Bahnhofsgebäudes war für das Jahr 2019 angekündigt. Heutzutage kann Suderwich im öffentlichen Nahverkehr nur noch über die Buslinien 201, 213, 233, 234 und NE1 der Vestischen erreicht werden.
| Linie | Verlauf | Takt (Mo–Fr)            |
| ----- | --- | ----------------------- |
| 201   | Recklinghausen Hbf – Quellberg – Berghausen – Suderwich – Röllinghausen – König Ludwig – Recklinghausen-Süd – Grullbad Hochstr. – RE-Süd Bf | einzelne Fahrten abends |
| 213   | Recklinghausen Hbf – Quellberg – Berghausen – Suderwich Langobardenstr. | 30 min                  |
| 233   | Recklinghausen Hbf – Hillen – Berghausen – Suderwich – Castrop-Rauxel Henrichenburg Mitte | 30 min                  |
| 234   | Herten Mitte (Herten , 500 m) – Herten Rathaus (Herten , 300 m) – Herten-Süd – Hertener Mark Industriegebiet – RE-Neue Horizonte – Hochlarmark Salentinstr. – Recklinghausen-Süd – Grullbad – König Ludwig Overbergstr. – Röllinghausen Marderweg – Suderwich – Essel – Groß-Erkenschwick – Oer-Erkenschwick Berliner Platz | 30 min                  |
| NE1   | Recklinghausen Hbf → Viehtor → Paulusviertel → Stuckenbusch → Hochlarmark → RE-Süd Bf → Grullbad Hochstr. → Recklinghausen-Süd → König Ludwig → Röllinghausen → Suderwich → Berghausen → Quellberg → Recklinghausen Hbf NachtExpress: In den Nächten von Freitag auf Samstag, Samstag auf Sonntag und vor Feiertagen        | 60 min                  |

Den Südrand Suderwichs flankiert die A 2 (E 34).